# Ereminellus
Ereminellus är ett släkte av insekter. Ereminellus ingår i familjen Rhyparochromidae.
Kladogram enligt Catalogue of Life:
| Ereminellus | \| \| Ereminellus arizonensis \| \| \| \| \| \| Ereminellus vitabundus \| \| \| \| |
|             | \| \| Ereminellus arizonensis \| \| \| \| \| \| Ereminellus vitabundus \| \| \| \| |
|             | Ereminellus arizonensis                                                            |
|             |                                                                                    |
|             | Ereminellus vitabundus                                                             |
|             |                                                                                    |